# Crust punk
Il crust punk (detto anche stenchcore o crust) è un sottogenere dell'hardcore punk contaminato dal metal estremo. Questo genere, nato in Inghilterra nei primi anni ottanta, presenta spesso testi pessimisti e concentrati su temi sociali e politici.
Il crust punk è influenzato in ugual modo dall'anarcho punk di Crass e Discharge e dal metal estremo dei Celtic Frost e, nei suoi filoni più dissonanti, dal post-punk dei Killing Joke. Capostipiti del genere sono Doom, Amebix, Nausea, Antisect e Hellbastard.

## Caratteristiche musicali
I tempi sono molto rapidi e per quanto riguarda il ritmo di batteria a volte è utilizzato il D-beat.
Spesso la voce è in scream, e a volte è condivisa da due o più cantanti. Frequentemente i testi trattano di guerra nucleare, militarismo, animalismo e antifascismo. Gli Amebix erano anche interessati da varie forme di misticismo e gnosticismo.

## Storia
L'ispirazione per la primissima scena crust venne dall'anarcho punk dei Crass e dallo street punk dei Discharge. Altre influenze erano gruppi D-beat svedesi come Anti Cimex e Mob 47 e i finlandesi Rattus. Gli Amebix erano anche ispirati da molti gruppi post-punk come Public Image Ltd., Bauhaus, Joy Division, e soprattutto i già citati Killing Joke.

### Anni ottanta
Il genere venne creato da Amebix e Antisect, nel 1985, con il LP Arise! e il singolo Out from the Void. Il termine crust fu coniato dagli Hellbastard nel loro demo del 1986 Ripper Crust. Tra i primi gruppi ad aderire a questa nuova tendenza musicale si distinsero Doom, Excrement of War, Electro Hippies e Extreme Noise Terror. In seguito gli Extreme Noise Terror si sposteranno verso il grindcore.
Il crust statunitense ebbe origine a New York, attorno al 1985, grazie all'attività dei Nausea. Il gruppo aveva le sue radici nel Lower East Side e nel New York hardcore, vivendo con Roger Miret degli Agnostic Front. Anche la prima fase artistica dei Neurosis di San Francisco era mutuata dagli Amebix e diede le basi per il crust punk della West Coast. Altri gruppi statunitensi significativi furono Disrupt (Boston), Antischism (South Carolina) e Destroy (Minneapolis).

### Anni novanta
Un gruppo importante della scena crust statunitense degli anni novanta furono gli Aus-Rotten di Pittsburgh. Il crust punk si diffuse anche a Minneapolis, grazie all'etichetta Profane Existence. In questo periodo l'etica del genere divenne più precisa, con molti gruppi che parlavano esplicitamente di vegetarianismo, femminismo e talvolta di straight edge. La scena power violence associata con la Slap-a-Ham Records aveva molti punti di contatto con il crust, in particolare nel caso di Man Is the Bastard e Dropdead. Un'altra zona fertile per lo sviluppo del genere furono gli Stati Uniti del sud, dove operavano le etichette Prank Records e CrimethInc., e che aveva come gruppo più rappresentativo gli His Hero Is Gone. Una scena si formò anche in Svezia, dove erano attivi gruppi come Driller Killer, Totalitär, Skitsystem, Wolfbrigade e Disfear, che operavano in parallelo con la scena melodic death metal svedese.

### 2000
Tra i gruppi più importanti del nuovo millennio si sono distinti Iskra, Behind Enemy Lines e Tragedy, Speed kobra 

## Fusioni con altri generi

### Industrial
Dal momento che Amebix erano fortemente influenzati dai Killing Joke, annoverati tra i fondatori dell'industrial rock, il crust punk è da sempre in qualche modo collegato a questo genere. Tra gli altri, anche i Nausea hanno aggiunto elementi industrial al proprio stile.

### Grindcore
Il crust ha avuto un'influenza fondamentale sul grindcore. La prima ondata grindcore, capitanata da Napalm Death e Extreme Noise Terror, si formò a partire dalla scena crust punk. Questo stile è denominato crustgrind. Anche il power violence è collegato al crust, soprattutto per quanto riguarda Man Is the Bastard e Dropdead.

### Black metal
Gruppi crust come gli Amebix erano influenzati anche dal primo black metal di Venom e Celtic Frost. Allo stesso modo i Bathory inizialmente si ispiravano tanto al metal tanto al crust punk. L'influenza black metal crebbe negli anni novanta e alcune band, tra cui gli Iskra, enfatizzarono i propri elementi black. Tra le altre band che seguirono questo filone le giapponesi Gallhammer. Inoltre il gruppo black metal norvegese Darkthrone ha incorporato, negli ultimi album, elementi di chiara derivazione crust punk.
Come ha dichiarato Daniel Ekeroth nel 2008:
(Daniel Ekeroth)

### Hardcore punk
Il crustcore è un sottogenere derivato mescolando gli elementi del crust, assieme a quelli dell'hardcore, e in alcuni casi anche a quelli del thrashcore. Gli Extreme Noise Terror sono considerati i pionieri principali del genere, assieme ai Doom, Disrupt, Discharge, Wolfbrigade, i primi lavori dei Neurosis, i Baptists, e i Filth.